# Ordem dos Cavaleiros da Concórdia
Ordem dos Cavaleiros da Concórdia ou Ordem da Concórdia foi instituída pelo rei Fernando III (r. 1217–1252), rei de Castela. Filho de Afonso IX, rei de Leão e de D. Berengaria, irmã mais nova de Branca de Castela casada com Luiz VIII, rei da França e mãe de Luiz IX, São Luiz.
A Ordem é criada em 1246, nos moldes das ordens de cavalaria da Idade Média. Defendia a liberdade e independência contra os infiéis e promovia a concórdia entre os feudos e disputas internas às Casas nobres.
Os Cavaleiros da Concórdia lutavam pelos nobres ideais da Cavalaria ao lado dos Cavaleiros da Ordem Militar e Religiosa de Calatrava. Passados séculos, foram reconhecidos por Carlos V, rei da Espanha (1516) e imperador da Alemanha (1519). Por esta época a Ordem divide seu contingente.
Parte segue para os países baixos e outros vão para o Novo Mundo. Acompanharam inclusive o Conde de Nassau em suas conquistas em solo brasileiro.
A maior presença desses cavaleiros se dá na América espanhola, dos atuais México à Argentina. Fundam diversas localidades que recebem o nome de Concórdia.
Em 1813 o Grão-Duque de Frankfurt, por ocasião do aniversário de Napoleão I deu uma nova vida à Ordem da Concórdia, criando uma condecoração em forma de cruz octogonal com duas mãos entrelaçadas entre palmas com a legenda Concórdia.
Ao início do século XX a Ordem passa a despontar na Itália sob a tutela da família Della Scala.Grande mestre atual é o príncipe Mario Augusto Petricca Giordani.
Insígnia em cruz octogonal esmaltada de branco assente sobre dois ramos de louro. No disco central do anvrso, em esmalte verde, o mapa-mundi com um coração púrpura atravessado por pequena faixa branca com a inscrição Concórdia. No reverso a águia bicéfala, dourada com escudo da família Scalla, quando príncipe de Verona. Cores Preponderantes: Azul claro e branco.
No Brasil é instalado um Capítulo em 1946 sendo o Lugar tenente o Dr. José Trevisan, ex agente consular da Itália. Atualmente (2002) sob a orientação do Dr. Marigildo de Camargo Braga.
A Ordem é oficialmente reconhecida, entre outros, pelos governos da Holanda, Argentina e Suíça. Está registrada no Itamarati (31 de maio de 1962) Recebeu a Benção Papal em 6 de novembro de 1964 pelo Papa João XXIII (beatificado),  e pelo Papa Paulo VI em 5 de novembro de 1965
Consta no Boletim da Ordem de 1962 a notícia, com fotos, sobre a colocação da Pedra Fundamental da Igreja Nossa Senhora da Concórdia a ser erigida (à época) no Jardim Tremembé, São Paulo (na Av. Nossa Senhora do Concórdia). A cerimônia foi presidida e abençoada por D. Paulo Rolim Loureiro, na ocasião Bispo Auxiliar de S.Paulo.
Na revista mensal "Seleções Católicas" de dezembro de 1959 pode-se ler sobre o intenso trabalho dos membros dessa Ordem, tendo à frente o Cav. Grã-Cruz José Trevisan, com o intuito de construir uma Igreja Nossa Senhora da Concórdia no Alto da Moóca, S.Paulo.

## FONTES:
DECRETO
Ordem dos Cavaleiros da Concórdia (São Paulo - SP)
Decreto n° 72.171, de 4.5.1973
- http://www.planalto.gov.br/ccivil_03/DNN/Anterior%20a%202000/1992/Dnn786.htm Em falta ou vazio |título= (ajuda)

## LIVROS
Dicionário Histórico de las Ordenes de Caballeria. Editado por Bruno Rigalt y Nicolau. Barcelona.1818
Encyclopedie ou Dictionaire Raisonné des Sciences, des Arts et des Metiers. Troienne ed. Tome Huitieme, página 841. Geneve.1777 (Há um exemplar na Biblioteca Municipal de São Paulo)
SANTOS, W. Baroni. 1978 - Tratado de Heráldica. Ed do autor. São Paulo.
SILVEIRA, Enzo.1972 - Breviário Heráldico, Medalhístico e Nobiliário. SN. São Paulo.
Histórico da Ordem dos Cavaleiros da Concórdia
Publicado pelo Capítulo Brasileiro - Sede para as Américas. 4° ed. 1973
ALGUMAS DAS PUBLICAÇÕES CONSULTADAS
SANTOS, W. Baroni. 1978 - Tratado de Heráldica. Ed do autor. São Paulo.
SILVEIRA, Enzo.1972 - Breviário Heráldico, Medalhístico e Nobiliário. SN. São Paulo.
Histórico da Ordem dos Cavaleiros da Concórdia
Publicado pelo Capítulo Brasileiro - Sede para as Américas. 4° ed. 1973
PEREYRA, A. de Armenool y de. 1933 - Heráldica. Editorial Labor.Barcelona.
Concórdia - Boletim informativo da Ordem dos Cavaleiros da Concórdia. Brasil. São Paulo 1962
Seleções Católicas. Ano I, dezembro 1959, n°12. Revista propriedade de Editora Seleções SA. Diretor responsável Enzo Silveira.